# Ай-Вортъёган
Ай-Вортъёган (устар. Ай-Ворт-Юган) — река в Белоярском районе Ханты-Мансийского АО. Устье реки находится в 38 км по правому берегу реки Вортъёган. Длина реки — 36 км.

## Данные водного реестра
По данным государственного водного реестра России относится к Нижнеобскому бассейновому округу, водохозяйственный участок реки — Обь от впадения реки Северная Сосьва до города Салехард, речной подбассейн реки — бассейны притоков Оби ниже впадения Северной Сосьвы. Речной бассейн реки — (Нижняя) Обь от впадения Иртыша.
По данным геоинформационной системы водохозяйственного районирования территории РФ, подготовленной Федеральным агентством водных ресурсов: